# Erythroxylum lofgrenii
Erythroxylum lofgrenii är en tvåhjärtbladig växtart som beskrevs av Diogo. Erythroxylum lofgrenii ingår i släktet Erythroxylum och familjen Erythroxylaceae. Inga underarter finns listade i Catalogue of Life.